# Gezag
Gezag of autoriteit is in de sociologie de aanvaarde macht van een persoon of een organisatie om een andere persoon of groep te leiden. In politieke zin staat gezag ook voor de macht en heerschappij over een gebied of land, de overheid of de regering. Door de wet of de overheid gelegitimeerd gezag heet 'bevoegd gezag'. Een persoon die door kennis of status op een bepaald gebied algemeen gerespecteerd wordt is op dat gebied 'gezaghebbend'.
Gezag regelt in de maatschappij de verhoudingen tussen mensen. Indien autoriteit afwezig is, heerst anarchie. Het verschil tussen gezag en macht is dat gezag gelegitimeerd is. Het heeft het recht om deze macht uit te oefenen door bijvoorbeeld het opleggen van sancties.

## Verschillende soorten autoriteit

### Drie typen autoriteiten van Max Weber
Volgens Max Weber zijn er drie types politieke heerschappijen:
- charismatisch gezag
- traditioneel gezag
- rationeel-legaal gezag

Hoewel met een autoriteit meestal gezag beoefend door een of meer mensen bedoeld wordt, kan het woord ook verwijzen naar andere soorten autoriteiten. Er zijn goddelijke en traditionele autoriteiten. Gelovigen zoals christenen die volgens de Bijbel leven, zien God als de hoogste autoriteit die zij moeten gehoorzamen.
Traditionele autoriteiten zijn vormen van leiderschap die volgens bepaalde tradities of voorgeschreven regels verkregen of overgenomen worden. In de feodale standenmaatschappij had de adel het voor het zeggen. Het adeldom wordt verkregen door geboorte en huwelijk.
Het legaal-rationeel leiderschap is verbonden aan voorgeschreven wetten en bureaucratie.

## Autoriteit en soevereiniteit
Soevereiniteit en autoriteit lijken synoniemen van elkaar. Het verschil zit in het feit dat een autoriteit de hoogste macht heeft bij een bepaald vlak, zoals bij de rechterlijke macht waar de rechter autoriteit geniet. Bij een autoriteit kan de macht bij een of meerdere personen liggen. Bij soevereiniteit heeft de macht betrekking op een staat dan wel de gehele samenleving. De soevereine macht staat boven de autoriteiten.
Bij staten die de soevereiniteit behouden over een afgebakend grond, ontbreekt echter vaak wel tussen de staten onderling een autoriteit. Daarvoor is er tussen staten sprake van anarchie, niemand heeft het hoogste gezag. Staten mogen daarom onderling niet bemoeien met het politiek beleid van een ander. Er is ook geen wereldmacht die over andere staten heerst.

## Gehoorzaamheid
Er zijn mensen die vragen hebben over autoriteit en deze niet zonder meer accepteren. Ze verwerpen hiermee de legitimatie van deze macht of de macht in kwestie. In een staat meent het autoritaire gezag te mogen optreden tegen ongehoorzame burgers middels gecoördineerd geweld. Het uitoefenen van dit soort gezag is, volgens aanhangers van datzelfde gezag, gelegitimeerd.

## Anti-autoritaire stromingen
- Tegencultuur
- Situationisten
- Beatnik
- Provo
- Punk (cultuur)
- Anarchisme

## Wettelijk gezag
Een van de vormen van wettelijk gezag is wettelijk gezag over een minderjarige.
In Nederland is dit ouderlijk gezag of voogdij. Voor Nederlandse instellingen die een officiële autoriteit zijn op een bepaald gebied zie Nederlandse toezichthoudersorganisaties.